# Isohypsibius gibbus
Isohypsibius gibbus är en djurart som tillhör fylumet trögkrypare, och som först beskrevs av Ernst Marcus 1928.  Isohypsibius gibbus ingår i släktet Isohypsibius och familjen Hypsibiidae. Inga underarter finns listade i Catalogue of Life.